# Kleppestø-Nøstet
Kleppestø-Nøstet er en hurtigbådrute mellem Nøstet i Bergen og Kleppestø på Askøy i Hordaland fylke Norge. Ruten er også en tidligere færgerute mellem Bergen og Askøy som gik frem til åbningen af Askøybroen i 1992. Hurtigbådruten drives i dag af Bergen-Nordhordland Rutelag med katamaranen MS "Snarveien" (2005).